# Brompton Ralph
Brompton Ralph is een civil parish in het bestuurlijke gebied Somerset West and Taunton, in het Engelse graafschap Somerset met 287 inwoners.